# Eschenbach (Sankt Gallen)
Eschenbach is een gemeente en plaats in het Zwitserse kanton Sankt Gallen en maakt deel uit van het district See-Gaster.
De gemeente telde 9.836 inwoners op 31 december 2021.

## Geschiedenis
Op 1 januari 2013 werden de gemeenten Goldingen en Sankt Gallenkappel opgeheven en werden beide plaatsen opgenomen in de gemeente Eschenbach.

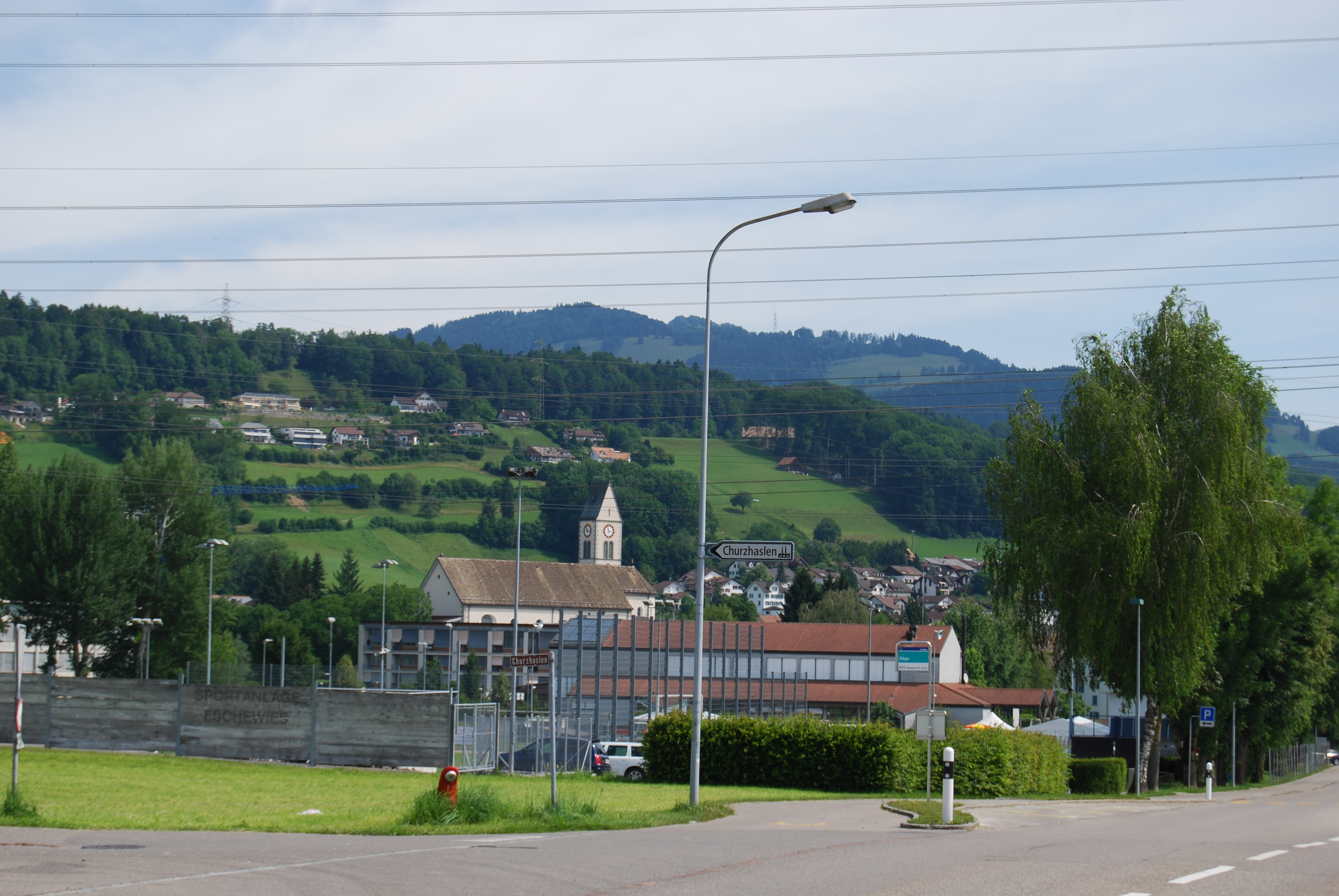
Eschenbach

## Geboren
- Marina Gilardoni (1987), skeletonster